# Jaime Fernández Manzanares
Jaime Fernández Manzanares (Zaragoza, España, 15 de julio de 2000) es un jugador profesional español de baloncesto, que ocupa la posición de ala-pívot que actualmente juega en el Casademont Zaragoza de la Liga ACB.

## Biografía
El ala-pívot de Zaragoza es un jugador formado en el Tecnyconta Zaragoza, con el que debutó en la Liga Endesa, aunque gran parte del curso 2017/18 jugó en las filas del Simply Olivar, el equipo afiliado del Tecnyconta. En la Liga EBA hizo una gran temporada con unos promedios de 14,8 puntos y 8,7 rebotes en 31 minutos de media.
En agosto de 2018, mientras Jaime Fernández disputa el Campeonato Europeo de Baloncesto Masculino Sub-18 de 2018, firma con el Barça Lassa B de la LEB Oro un contrato de cinco temporadas.
El 13 de junio de 2020 regresa al Casademont Zaragoza hasta la temporada 2023-2024.
El 26 de agosto de 2021, es cedido al  Levitec Huesca de la Liga LEB Oro.
El 26 de julio de 2022, firma por el Club Baloncesto Almansa de la Liga LEB Oro.
En julio de 2023, firma por el Real Valladolid Baloncesto de la Liga LEB Oro.
El 13 de julio de 2024, firma por el Hestia Menorca de la Liga LEB Oro.
El 28 de agosto de 2024, sin llegar a debutar con el Hestia Menorca, se anuncia su regreso al Casademont Zaragoza, por lo que vivirá su tercera etapa en el equipo aragonés.

## Internacionalidad
- 2016. España. Europeo Sub-16, en Radom (Polonia). Oro
- 2018. España. Europeo Sub-18, en Letonia.

## Palmarés y títulos
- 2016. España. Europeo Sub-16, en Radom (Polonia). Oro